# Іткулі
Іткулі́ (рос. Иткули, башк. Иткол) — село (у минулому присілок) у складі Караідельського району Башкортостану, Росія. Входить до складу Артакульської сільської ради.
Населення — 101 особа (2010; 104 у 2002).
Національний склад:
- марійці — 80 %